# Melchior Teschner
Melchior Teschner (* 29. April 1584 in Fraustadt in Posen; † 1. Dezember 1635 in Oberpritschen in Posen) war ein deutscher Kirchenmusiker, Komponist, Philosoph und Theologe.
Teschner besuchte das Gymnasium in Zittau (Sachsen) und wurde von Johann Klee unterrichtet. Im Jahre 1602 begann er unter Bartholomäus Gesius an der Universität Frankfurt an der Oder Musik, Philosophie und Theologie zu studieren.
Von 1605 bis 1608 war Melchior Teschner Kantor und Lehrer in Schmiegel in der Provinz Posen (heute Śmigiel). Zwischenzeitlich studierte er in Helmstedt und Wittenberg. 1609 war er Kantor der protestantischen „Zum Kripplein Christi“ Kirche in seiner Geburtsstadt Fraustadt. Fünf Jahre später wurde er Pfarrer in Oberpritschen.

## Kompositionen
- Anbetung dir, dem Lamme (1613)
- Das Jahr geht still zu Ende
- Der du zum Heil erschienen (1613)
- Die Segenshände breite, Herr, über unser Haus
- Dir, dem hocherhob’nen Herrn
- Erbaut auf einem Grunde (1613)
- Es gilt ein frei’ Geständnis (1613)
- Herr, laß nach dir uns fragen (1613)
- Herr über Tod und Leben (1613)
- Laß mich dein sein und bleiben (1614)
- O Gott, nimm an die Gaben (1613)
- O lasset uns Ihn lieben, der uns zuerst geliebt (1613)
- Valet will ich dir geben (1614)